# Alan Curtis (cầu thủ bóng đá)
Alan Thomas Curtis (sinh 16 tháng 4 năm 1954) là huấn luyện viên bóng đá người xứ Wales, đang là trợ lý huấn luyện viên cho câu lạc bộ Swansea City. Ông là huyền thoại của "thiên nga đen".